# Wereldvrede (Couperus)
Wereldvrede is een van de drie zogenaamde koningsromans van Louis Couperus. Het werk verscheen in 1895 bij uitgeverij L.J. Veen.

## Geschiedenis
In 1892 ontstond bij Couperus (1863-1923) het idee een roman te schrijven over een moderne monarch. Die verscheen in 1893 onder de titel Majesteit. In september 1894 liet hij zijn uitgever Veen weten een vervolg te willen schrijven. Veen wilde het meteen, dat is zonder voorpublicatie in een tijdschrift, uitgeven, maar Couperus liet hem weten dat dat niet kon, ook omdat hij het honorarium voor die voorpublicatie goed kon gebruiken.

### Uitgave
De roman verscheen in het augustus- en septembernummer van 1895 in twee afleveringen in het tijdschrift De Gids. De uitgave verscheen in november 1895 in een oplage van waarschijnlijk 3500 exemplaren. Couperus had voorgesteld aan Veen zijn familiewapen te gebruiken voor het omslag, daar dat immers een vredessymbool, namelijk een duif, bevatte; dat is uiteindelijk niet gebeurd. Het omslag werd verzorgd door H.P. Berlage.
De voorpublicatie verscheen tegelijkertijd met het Zevende Vredecongres dat te Brussel werd gehouden. Couperus zelf wees hier op in zijn Voorrede tot de roman. Daarin liet hij duidelijk weten dat hij "niets anders [...] dan een roman, een werk van kunst, niets dan kunst alleen" bedoeld had te maken. Het was, zo vervolgde hij, "geen propaganda voor de Idee van den Vrede", ook al gaf hij toe dat hij "groote sympathie voor hunne Idee", dat is voor het idee van de congresgangers, had.

### Receptie

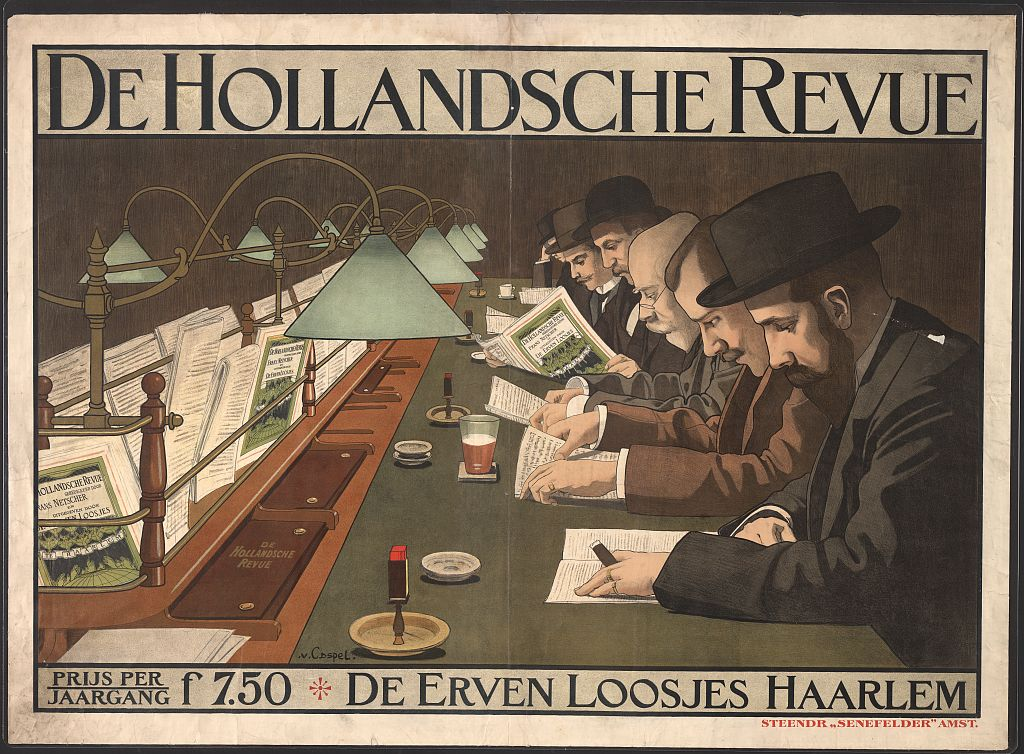
Affiche voor De Hollandsche Revue (J.G. van Caspel, 1910)

Lodewijk van Deyssel schreef een zeer negatieve recensie over de roman, waar Couperus niet mee ingenomen was, zoals de schrijver aan Frans Netscher liet weten. Die laatste liet daarop een positieve recensie van zijn hand verschijnen in het tijdschrift De Hollandsche Revue waarvan Netscher redacteur was. Veen liet die laatste recensie als separate brochure uitgeven, om zo de verkoop van de roman te bevorderen. Later distantieerde Couperus zelf zich van de roman.